# Klingen
Klingen var en dansk, kritisk, antinaturalistisk konsttidskriften som gavs ut 1917–1920 i Köpenhamn av Klingens Forlag.

## Historik
Tidningen grundades av Axel Salto under första världskrigets sista år, som svar på tidens allmänna konstuppfattning i Danmark. Inspirerad av en resa till Paris 1916 där Axel Salto träffade modernistiska målare som Pablo Picasso och Henri Matisse - lanserade han för egna medel tidskriften Klingen som snabbt blev ett tydligt och dynamiskt forum på den danska konstscenen. Önskan att förnya dansk konst och öppna upp för internationella och moderna idéer spreds genom artiklar av Otto Gelsted, Poul Henningsen och Harald Giersing med originalillustrationer av konstnärer som Vilhelm Lundstrøm, Olaf Rude, William Scharff och Axel Salto. Tidskriften var ett viktigt språkrör för den modernistiska konströrelsen - särskilt för expressionismen och kubismenen och varje häfte illustrerades med många reproduktioner, etsningar, träsnitt och litografier i både svartvita och färger.
Redaktionen bestod av keramikern Axel Salto, författaren Poul Uttenreitter och från och med 1918 även författaren och kritikern Otto Gelsted.

## Utgivning
- Första året: 12 nummer fördelade på 10 häften (270 x 195 mm), varav 2 dubbelnummer.
- Andra året: 12 nummer fördelade på 10 häften (403 x 302 mm), den sista var ett trippelnummer.
- Tredje året: 12 nummer fördelade på 8 häften. (362 x 273 mm), ett dubbelnummer och sista var ett trippelnummer. Nr 4 gavs aldrig ut.